# Wang Zheng
Wang Zheng (chiń. 王峥; ur. 14 grudnia 1987 w Xi’an) – chińska lekkoatletka specjalizująca się w rzucie młotem. Srebrna medalistka olimpijska, srebrna i brązowa medalistka mistrzostw świata.
Pierwszym międzynarodowym sukcesem zawodniczki było zdobycie w 2006 złotego medalu podczas mistrzostw Azji juniorów – miesiąc później uplasowała się na dziewiątej lokacie juniorskich mistrzostw świata. Zajęła odległe miejsce w eliminacjach i nie awansowała do finału w czasie igrzysk olimpijskich w Pekinie (2008). W grudniu 2009 wygrała igrzyska Azji Wschodniej, a rok później odniosła największy ówcześnie sukces w seniorskiej karierze zajmując drugą lokatę na igrzyskach azjatyckich. W 2013 została zaś mistrzynią Azji. W tym samym roku zajęła 3. miejsce na mistrzostwach świata (pierwotnie była 4., ale po dyskwalifikacji za doping Tatiany Łysenko została brązową medalistką). W 2014 zdobyła swój drugi srebrny medal igrzysk azjatyckich. Medalistka mistrzostw kraju i Chińskich Igrzysk Narodowych.
W 2021 na igrzyskach olimpijskich w Tokio zdobyła srebrny medal.
Rekord życiowy: 77,68 (29 marca 2014, Chengdu) – rekord Azji, 9. wynik w historii światowej lekkoatletyki.

## Osiągnięcia
| Rok  | Impreza                             | Miejsce        | Lokata            | Wynik |
| ---- | ----------------------------------- | -------------- | ----------------- | ----- |
| 2006 | Mistrzostwa Azji juniorów           | Makau          | 1. miejsce        | 60,16 |
| 2006 | Mistrzostwa świata juniorów         | Pekin          | 9. miejsce        | 59,12 |
| 2008 | Igrzyska olimpijskie                | Pekin          | el. – 32. miejsce | 65,64 |
| 2009 | Igrzyska Azji Wschodniej            | Hongkong       | 1. miejsce        | 67,06 |
| 2010 | Igrzyska azjatyckie                 | Kanton         | 2. miejsce        | 68,17 |
| 2013 | Mistrzostwa Azji                    | Pune           | 1. miejsce        | 72,78 |
| 2013 | Mistrzostwa świata                  | Moskwa         | 3. miejsce        | 74,90 |
| 2014 | Puchar interkontynentalny           | Marrakesz      | 4. miejsce        | 70,15 |
| 2014 | Igrzyska azjatyckie                 | Inczon         | 2. miejsce        | 74,16 |
| 2015 | Mistrzostwa świata                  | Pekin          | 5. miejsce        | 73,83 |
| 2016 | Igrzyska olimpijskie                | Rio de Janeiro | –                 | NM    |
| 2017 | Mistrzostwa świata                  | Londyn         | 2. miejsce        | 75,98 |
| 2018 | Igrzyska azjatyckie                 | Dżakarta       | 2. miejsce        | 70,86 |
| 2019 | Mistrzostwa Azji                    | Doha           | 1. miejsce        | 75,66 |
| 2019 | Mistrzostwa świata                  | Doha           | 3. miejsce        | 74,76 |
| 2019 | Światowe wojskowe igrzyska sportowe | Wuhan          | 1. miejsce        | 69,34 |
| 2021 | Igrzyska olimpijskie                | Tokio          | 2. miejsce        | 77,03 |
| 2023 | Mistrzostwa świata                  | Budapeszt      | 8. miejsce        | 72,14 |
| 2023 | Igrzyska azjatyckie                 | Hangzhou       | 1. miejsce        | 71,53 |
| 2024 | Igrzyska olimpijskie                | Paryż          | el. – 28. miejsce | 66,92 |